# Max Salminen
Max Salminen (* 22. September 1988 in Lund) ist ein schwedischer Segler.

## Erfolge
Max Salminen nahm an zwei Olympischen Spielen teil. 2012 wurde er in London gemeinsam mit Fredrik Lööf in der Bootsklasse Starboot mit insgesamt 32 Punkten vor dem britischen und dem brasilianischen Boot Olympiasieger. Nach den Spielen wechselte er in die Bootsklasse Finn Dinghy, in der er auch bei den Olympischen Spielen 2016 in Rio de Janeiro antrat und die Regatta auf dem sechsten Platz beendete. Im Jahr darauf wurde er am Balaton Weltmeister, 2018 gewann er in Aarhus die Silbermedaille.
Während der Eröffnungsfeier der Olympischen Sommerspiele 2020 war er, gemeinsam mit der Reiterin Sara Algotsson-Ostholt, der Fahnenträger der schwedischen Delegation.